# Vinte Casos Sugestivos de Reencarnação
Vinte casos sugestivos de reencarnação é um livro escrito pelo psiquiatra canadense Ian Stevenson, publicado em 1966 (1ª. ed.) e 1974 (2ª. ed.), pela University Press of Virginia, sobre os fenômenos do que ele chama de recordação espontânea de informações sobre vidas anteriores por jovens e crianças. O livro centra-se em vinte casos investigados pelo autor. Foi traduzido em sete línguas estrangeiras.

## Abordagem geral
Cada caso geralmente começa quando uma criança pequena de dois a quatro anos de idade, começa a falar com os seus pais ou irmãos de uma vida que ele levou em outro tempo e lugar. A criança geralmente sente uma atração considerável de voltar para os acontecimentos da vida anterior e ela freqüentemente importuna seus pais a deixá-la voltar para a comunidade onde ela afirma que viveu anteriormente. Se a criança faz declarações particulares suficientes sobre a vida anterior, os pais (geralmente com relutância) começam perguntas sobre a sua exatidão. Geralmente, tais tentativas de verificação não ocorrem até vários anos depois que a criança começou a falar da vida anterior. Em alguns resultados da verificação, os membros das duas famílias visitam uns aos outros e perguntam à criança se ela reconhece lugares, objetos e pessoas de sua suposta vida anterior.
Stevenson criou uma rede de voluntários para encontrar estes casos espontâneos de lembranças de vida anterior, logo que as crianças começaram a falar deles. Ele, então, questiona cuidadosamente tanto a família da criança que vive e a família do falecido para garantir que eles não tiveram nenhum contato e que nenhuma informação seria passada entre eles. Ele obtém informações detalhadas sobre o falecido, incluindo informações não totalmente conhecidas a qualquer pessoa envolvida, tais como detalhes da vontade, que ele usaria para verificar se a criança realmente sabe as informações necessárias.
A publicação do livro foi adiada quando se descobriu que um dos intérpretes de Stevenson tinha sido acusado de desonestidade. Stevenson afirmou que o tradutor era desonesto em alguns assuntos, mas "não acho que o homem havia me enganado". No entanto, ele voltou para a Índia, onde o intérprete tinha sido usado, e examinou os casos em questão, novamente, com diferentes intérpretes. Ele então encontrou evidências ainda mais fortes para a reencarnação do que ele pensava inicialmente.

## Resultados publicados
Stevenson concluiu que a reencarnação era a "melhor explicação possível", pelas seguintes razões:
- O grande número de testemunhas e a falta de motivação aparente e oportunidade, devido ao processo de habilitação, verificou que a hipótese de fraude era extremamente improvável.
- A grande quantidade de informação possuída pela criança, geralmente não é consistente com a hipótese de que a criança obteve essa informação através do contato entre as famílias investigadas.
- Demonstração de características de personalidade semelhantes e habilidades não aprendidas na vida atual e a falta de motivação para o longo período de identificação com uma vida passada fazem a hipótese de a criança ter suas lembranças e comportamentos através da percepção extra-sensorial improvável.
- Quando há correlação entre deformidades congênitas ou marcas de nascença possuídas pela criança e a história do indivíduo anterior, a hipótese de ocorrência aleatória é improvável.

## Elogios e críticas
Em 1977, o Journal of Nervous and Mental Disease dedicou a maior parte de uma edição para a obra de Stevenson em que o psiquiatra Harold Lief descreveu Stevenson como "um metódico, cuidadoso, até mesmo cauteloso, investigador ... Ou ele está cometendo um erro colossal, ou ele vai ser conhecido ... como "o Galileu do século 20."  No entanto, os cientistas convencionais tendem a ignorar ou rejeitar a pesquisa de Stevenson. Alguns questionaram sua objetividade, alegaram que ele era crédulo e sugeriram que suas investigações eram falhas.  Quando o filósofo Leonard Angel criticou um dos casos dos Vinte casos sugestivos de reencarnação, dizendo que foi manipulado por Stevenson, Stevenson publicou uma refutação em que argumentou que a própria crítica foi falha.

## Comentários
Comentários dos Vinte casos sugestivos de reencarnação foram publicados no American Journal of Psychiatry, British Journal of Psychiatry, British Journal of Medical Psychology, Journal of Nervous and Mental Disease e algumas outras revistas.